# Nikaah
Nikaah (arabisch نكاح (Nikah), arabische Wort für die islamische Ehe) ist ein erfolgreicher Bollywoodfilm, der die Ausnutzung des islamischen Rechts der Scheidung kritisiert. Der Film wurde in Indien zum Blockbuster.

## Handlung
Haider und Nilofar studieren am selben College. Er ist heimlich in sie verliebt, weiß aber nichts von ihrer Liebe zu Wasim. Nach dem College wird Haider der Redakteur eines erfolgreichen Magazins. Währenddessen hat sich Nilofar mit Wasim vermählt. 
Ihre Hochzeitsreise verbringen sie in Bombay, allerdings anders als sich Nilofar vorgestellt hatte. Anstatt die ganze Zeit mit Nilofar zu verbringen, ist Wasim eher mit geschäftlichen Dingen beschäftigt. Auch zu Hause kommt Wasim immer später von der Arbeit. Die Situation spitzt sich zu, als Wasim selbst an ihrer Jahrestagfeier zu spät kommt, so dass die Gäste verärgert wieder gegangen sind. Wasim ist sauer und schiebt die ganze Schuld auf seine Ehefrau. Während seines Wutausbruchs lässt er sich mit sofortiger Wirkung von Nilofar scheiden.
Nilofar ist am Boden zerstört. Sie wird von der Gesellschaft als geschiedene Frau nicht akzeptiert und hat so Schwierigkeiten einen Job zu finden. Nur bei Haider, der sie immer noch liebt, hat sie Glück und wird zudem respektvoll behandelt. Bald verliebt auch sie sich in ihn und ist auch bereit ihn zu heiraten.
Mittlerweile bereut Wasim die Scheidung und will Nilofar wieder zurückgewinnen. Nach islamischem Recht darf er Nilofar nur dann wieder heiraten, wenn ihre zweite Ehe auch geschieden wird. Somit schreibt er ihr einen Brief und bittet sie darum Haider zu verlassen, um wieder mit ihm einen Neustart zu versuchen.
Doch Nilofar denkt gar nicht daran, Haider, der sie vergöttert und jeden Wunsch erfüllt, zu verlassen. Als dieser Brief versehentlich in Haiders Hände gerät, glaubt dieser beide wären noch ineinander verliebt. Da er sich nicht zwischen ihre Liebe stellen will, macht er ihr an ihrem Geburtstag ein Überraschungsgeschenk. Am Abend klingelt es an der Tür und Nilofar glaubt Haider sei von der Arbeit zurück. Stattdessen steht Wasim vor der Haustür. Nach einer emotionalen Auseinandersetzung macht Nilofar Haider klar, dass sie Wasim nach dieser Demütigung nicht mehr zurückhaben will und bettelt ihn an sie nicht auch noch zu verlassen. Wasim selbst sieht seinen Fehler ein und will nicht der Grund ihrer Trennung sein und so versöhnt er die beiden wieder.

## Musik
| Songtitel                        | Sänger/in                                |
| -------------------------------- | ---------------------------------------- |
| Dil Ki Yeh Arzoo                 | Salma Agha, Mahendra Kapoor              |
| Beete Huye Lamhon Ki Kasak       | Mahendra Kapoor                          |
| Dil Ke Armaan                    | Salma Agha                               |
| Chupke Chupke Raat Din           | Ghulam Ali                               |
| Chehra Chhupa Liya Hai Kisi Ne   | Asha Bhosle, Salma Agha, Mahendra Kapoor |
| Faza Bhi Hai Jawan - 1           | Salma Agha                               |
| Faza Bhi Hai Jawan - 2           | Salma Agha                               |
| Faza Bhi Hai Jawan (Part I & II) | Salma Agha                               |

Der Song  Chupke Chupke Raat Din  wurde gleichzeitig auch von Ghulam Ali komponiert.

## Auszeichnungen
Filmfare Award 1983
- Filmfare Award/Beste Playbacksängerin an Salma Agha für Dil Ke Armaan
- Filmfare Award/Bester Dialog an Achla Nagar

Nominierungen
- Filmfare Award/Bester Film an B. R. Chopra
- Filmfare Award/Beste Regie an B. R. Chopra
- Filmfare Award/Beste Hauptdarstellerin an Salma Agha
- Filmfare Award/Beste Story an Achla Nagar
- Filmfare Award/Beste Musik an Ravi
- Filmfare Award/Bester Liedtext an Hasan Kamaal für Dil Ke Armaan
- Filmfare Award/Bester Liedtext an Hasan Kamaal für Dil Ke Yeh Arzoo
- Filmfare Award/Beste Playbacksängerin an Salma Agha für Pyar Bhi Hai Jawan
- Filmfare Award/Beste Playbacksängerin an Salma Agha für Dil Ke Yeh Arzoo

## Trivia
- Dies ist der Debütfilm von Salma Agha, die auch ihre Lieder selbst gesungen hat.